# Topics in Current Chemistry
Topics in Current Chemistry (abgekürzt Top. Curr. Chem.) ist eine Fachbuchreihe, die vom Springer Verlag herausgegeben wird und in der nach eigenen Angaben „kritische Reviews zu aktuellen und zukünftigen Trends der modernen chemischen Forschung“ publiziert werden.
Von der Erstausgabe 1949 bis einschließlich Band 16 erschienen die Publikationen in deutscher Sprache unter dem Titel Fortschritte der Chemischen Forschung (abgekürzt Fortschr. Chem. Forsch.).
Die Einzelpublikationen (bis zu 20 pro Jahr) erscheinen in unregelmäßigen Abständen. Der Impact Factor lag für das Jahr 2020 bei 9,060.
Chefredakteure sind C.-H. Wong, K. N. Houk, C. A. Hunter, M. J. Krische, J.-M. Lehn, S. V. Ley, M. Olivucci, J. Thiem, M. Venturi, P. Vogel, H. Wong und H. Yamamoto.